# سوپورث
سوپورث (به انگلیسی: Sopworth) یک روستا و محله مدنی در بریتانیا است که در ویلتشر واقع شده‌است. سوپورث ۱۰۳ نفر جمعیت دارد.